# أليس رينهارت
أليس رينهارت (بالإنجليزية: Alice Reinheart)‏ ممثلة أمريكية سينمائية (ولدت يوم 6 مايو من العام 1910) بدأت عملها من خلال الإذاعة.

## روابط خارجية
- أليس رينهارت على موقع IMDb (الإنجليزية)
- أليس رينهارت على موقع أول موفي (الإنجليزية)
- أليس رينهارت على موقع قاعدة بيانات الفيلم (الإنجليزية)